# Elżbieta (księżniczka Brabancji)
Księżniczka Elżbieta, księżniczka Brabancji (fr. Élisabeth Thérèse Marie Hélène; nid. Elisabeth Theresia Maria Helena; ur. 25 października 2001 w Anderlechcie) – następczyni tronu Belgii jako księżniczka Brabancji. Jest najstarszym dzieckiem króla Belgów, Filipa I Koburga, oraz jego żony, królowej Matyldy.

## Biografia

### Narodziny i chrzest
Urodziła się 25 października 2001 roku o godz. 21:58 w szpitalu Erasmus w Anderlechcie jako pierworodne dziecko ówczesnego następcy tronu belgijskiego, księcia Filipa (obecnie króla Belgów, Filipa I Koburga), oraz jego żony, księżnej Matyldy (obecnie królowa Belgów, Matylda) Po narodzeniu ważyła 2930 gramów i miała 49,5 centymetrów. 
Otrzymała imiona Elżbieta Teresa Maria Helena (nid. Elisabeth Theresia Maria Helena; fr. Élisabeth Thérèse Marie Hélène). Pierwsze imię, Elżbieta, nosiła jej praprababka, królowa Belgów Elżbieta Gabriela Bawarska, imię Helena, otrzymała po swojej ciotce i matce chrzestnej, hrabiance Hélène d’Udekem d’Acoz. 
Księżniczka została ochrzczona 9 grudnia 2001 roku przez arcybiskupa Brukseli – kardynała Godfrieda Danneelsa. Jej rodzicami chrzestnymi byli: brat cioteczny, książę Amadeusz, a także ciotka ze strony matki, hrabianka Hélène d’Udekem d’Acoz, po której otrzymała swoje czwarte imię.
Ma troje rodzeństwa – księcia Gabriela (ur. 20 sierpnia 2003), księcia Emmanuela (ur. 4 października 2005) i księżniczkę Eleonorę (ur. 16 kwietnia 2008).

### Młodość
We wrześniu 2011 roku otworzyła Szpital Dziecięcy im. Księżnej Elżbiety, który jest oddziałem pediatrycznym Szpitala Uniwersyteckiego w Gandawie. Jest także patronką okrętu patrolowego marynarki wojennej P902 Pollux.
W 2013 roku, po abdykacji swojego dziadka, króla Alberta II, została księżniczką Brabancji, a zarazem następczynią tronu Belgii.
Uczęszczała do Sint-Jan Berchmanscollege w Brukseli, a także brała w programie Yale Young Global Scholars na Uniwersytecie Yale. W 2020 roku ukończyła dwuletni kurs na UWC Atlantic College w Walii, następnie uzyskała maturę w trybie międzynarodowym.
W czerwcu 2018 roku, wraz ze swoją matką – królową Matyldą, brała udział w misji humanitarnej w Kenii, organizowanej przez UNICEF.
W 2020 roku rozpoczęła studia na Royal Military Academy w Brukseli. Podczas studiów posługuje się nazwiskiem van België (pl. z Belgii). 23 października 2020 roku ukończyła wstępne szkolenie kadetów w obozie Elsenborn, tym samym uzyskując, z rąk swojego ojca, błękitny beret. W ramach szkolenia wojskowego w 2022 roku uczestniczyła również w ćwiczeniach w gminie Leopoldsburg w Limburgii.
31 sierpnia 2021 roku ogłoszono, że Elżbieta od jesieni będzie studiowała historię i politykę na Uniwersytecie Oksfordzkim. W lipcu 2024 ukończyła studia.

## Życie prywatne
Biegle włada językami: niderlandzkim, francuskim, niemieckim i angielskim. Poprzez matkę jest spokrewniona z Bronisławem Komorowskim, prezydentem Polski w latach 2010-2015.

## Tytulatura
2001-2013: Jej Królewska Wysokość księżniczka Elżbieta z Belgii 
Od 2013: Jej Królewska Wysokość księżniczka Brabancji

## Wyróżnienia i odznaczenia
- Order Leopolda – 2019[14][15][16]

## Upamiętnienie
W 2009 roku jej imieniem nazwano stację polarną Princesse-Élisabeth na Antarktydzie.

## Genealogia
| Prapradziadkowie                                                       | król Belgów Albert I Koburg (1875-1934) ∞1900 Elżbieta Wittelsbach (1876-1965)   | Karol Bernadotte (1861-1951) ∞1897 Ingeborga Glücksburg (1878-1958)              | Fulco VII Beniamino Tristano Ruffo di Calabria (1848-1901) ∞1877 Laura Mosselman du Chenoy (1851-1925) | Augusto Gazelli di Rossana e di Sebastiano (1855-1937) ∞1897 Maria Rignon (1858-1930)          | Fulco IV Antonio Ruffo di Calabria (1801-1848) ∞1884 Marie van Eyll (1863-1935)      | Clement Paul van Outryve d'Ydewalle (1876-1942) ∞1897 Madeleine Marie de Thibault de Boesinghe (1876-1931) | Michał Komorowski (1875-1950) ∞1904 Maria Zaborowska (1875-1953)               | Adam Zygmunt Sapieha (1892-1970) ∞1918 Teresa Sobańska (1891-1975)             |
| Pradziadkowie                                                          | król Belgów Leopold III Koburg (1901-1983) ∞1926 Astryda Bernadotte (1905-1935)  | król Belgów Leopold III Koburg (1901-1983) ∞1926 Astryda Bernadotte (1905-1935)  | Fulco Ruffo di Calabria (1884-1946) ∞1919 Luisa Gazelli di Rossana e di Sebastiano (1896-1989)         | Fulco Ruffo di Calabria (1884-1946) ∞1919 Luisa Gazelli di Rossana e di Sebastiano (1896-1989) | Charles d’Udekem d’Acoz (1885-1968) ∞1933 Suzanne van Outryve d’Ydewalle (1898-1983) | Charles d’Udekem d’Acoz (1885-1968) ∞1933 Suzanne van Outryve d’Ydewalle (1898-1983)                       | Leon Michał Korczak Komorowski (1907-1992) ∞1942 Zofia Sapieha (1919-1997)     | Leon Michał Korczak Komorowski (1907-1992) ∞1942 Zofia Sapieha (1919-1997)     |
| Dziadkowie                                                             | król Belgów Albert II Koburg (ur. 1934) ∞1959 Paola Ruffo di Calabria (ur. 1937) | król Belgów Albert II Koburg (ur. 1934) ∞1959 Paola Ruffo di Calabria (ur. 1937) | król Belgów Albert II Koburg (ur. 1934) ∞1959 Paola Ruffo di Calabria (ur. 1937)                       | król Belgów Albert II Koburg (ur. 1934) ∞1959 Paola Ruffo di Calabria (ur. 1937)               | Patrick d’Udekem d’Acoz (1936-2008) ∞1971 Anna Komorowska (ur. 1946)                 | Patrick d’Udekem d’Acoz (1936-2008) ∞1971 Anna Komorowska (ur. 1946)                                       | Patrick d’Udekem d’Acoz (1936-2008) ∞1971 Anna Komorowska (ur. 1946)           | Patrick d’Udekem d’Acoz (1936-2008) ∞1971 Anna Komorowska (ur. 1946)           |
| Rodzice                                                                | król Belgów Filip I Koburg (ur. 1960) ∞1999 Matylda d'Udekem d'Acoz (ur. 1973)   | król Belgów Filip I Koburg (ur. 1960) ∞1999 Matylda d'Udekem d'Acoz (ur. 1973)   | król Belgów Filip I Koburg (ur. 1960) ∞1999 Matylda d'Udekem d'Acoz (ur. 1973)                         | król Belgów Filip I Koburg (ur. 1960) ∞1999 Matylda d'Udekem d'Acoz (ur. 1973)                 | król Belgów Filip I Koburg (ur. 1960) ∞1999 Matylda d'Udekem d'Acoz (ur. 1973)       | król Belgów Filip I Koburg (ur. 1960) ∞1999 Matylda d'Udekem d'Acoz (ur. 1973)                             | król Belgów Filip I Koburg (ur. 1960) ∞1999 Matylda d'Udekem d'Acoz (ur. 1973) | król Belgów Filip I Koburg (ur. 1960) ∞1999 Matylda d'Udekem d'Acoz (ur. 1973) |
| Księżniczka Elżbieta, księżniczka Brabancji (ur. 25 października 2001) |                                                                                  |                                                                                  | |                                                                                                |                                                                                      | |                                                                                |                                                                                |